# Офунато
39°4′56″ пн. ш. 141°42′30″ сх. д. / 39.08222° пн. ш. 141.70833° сх. д.
О́фунато (яп. 大船渡市, おおふなとし, МФА: [oːɸunato ɕi̥]) — місто в Японії, в префектурі Івате.

## Короткі відомості
Розташоване в південно-східній частині префектури, на березі Тихого океану. Виникло на основі портового містечка раннього нового часу. Отримало статус міста 1 квітня 1952 року. Основою економіки є рибальство, переробка морепродуктів, харчова промисловість, нафтопереробка, виробництво цементу. Міський порт є одним з найбільших в регіоні Тохоку. В місті розташоване «узбережжя каменів ґо», оспіване в японській поезії. Станом на 1 жовтня 2007 площа міста становила 323,28 км². Станом на 1 вересня 2008 населення міста становило 41 666 осіб.

## Клімат
Місто знаходиться у зоні, котра характеризується морським кліматом. Найтепліший місяць — серпень із середньою температурою 22.8 °C (73 °F). Найхолодніший місяць — січень, із середньою температурою 0 °С (32 °F).
| Клімат Офунато          | Клімат Офунато | Клімат Офунато | Клімат Офунато | Клімат Офунато | Клімат Офунато | Клімат Офунато | Клімат Офунато | Клімат Офунато | Клімат Офунато | Клімат Офунато | Клімат Офунато | Клімат Офунато | Клімат Офунато |
| Показник                | Січ.           | Лют.           | Бер.           | Квіт.          | Трав.          | Черв.          | Лип.           | Серп.          | Вер.           | Жовт.          | Лист.          | Груд.          | Рік            |
| Середній максимум, °C   | 4              | 4              | 7              | 13             | 18             | 21             | 24             | 26             | 23             | 18             | 12             | 7              | 14             |
| Середня температура, °C | 0              | 0              | 3              | 8              | 13             | 17             | 21             | 23             | 19             | 13             | 8              | 3              | 10             |
| Середній мінімум, °C    | −3             | −3             | −1             | 4              | 8              | 13             | 17             | 19             | 15             | 8              | 3              | 0              | 6              |
| Норма опадів, мм        | 59             | 73             | 85             | 91             | 102            | 122            | 129            | 161            | 215            | 147            | 82             | 57             | 1322           |
| ----------------------- | -------------- | -------------- | -------------- | -------------- | -------------- | -------------- | -------------- | -------------- | -------------- | -------------- | -------------- | -------------- | -------------- |
| Джерело: Weatherbase    |                |                |                |                |                |                |                |                |                |                |                |                |                |